# Xã Basin, Quận Boyd, Nebraska
Xã Basin (tiếng Anh: Basin Township) là một xã thuộc quận Boyd, tiểu bang Nebraska, Hoa Kỳ. Năm 2010, dân số của xã này là 228 người.